# Brachyopsis segaliensis
Brachyopsis segaliensis är en fiskart som först beskrevs av Tilesius, 1809.  Brachyopsis segaliensis ingår i släktet Brachyopsis och familjen pansarsimpor. Inga underarter finns listade.